# Julia Marcell
Julia Marcell, pseudonimo di Julia Górniewicz (Chełmno, 20 aprile 1982), è una cantante polacca.

## Biografia
Cresciuta a Toruń, Julia Marcell ha potuto registrare il suo album di debutto del 2009, It Might Like You, grazie ad una raccolta fondi. Negli anni successivi si è fatta conoscere al grande pubblico partecipando a tournée internazionali che l'hanno vista esibirsi sia in madrepatria che all'estero, e nell'autunno del 2011 è uscito il suo secondo album, June, che ha raggiunto la 20ª posizione della classifica polacca e che le ha fruttato sette candidature ai premi Fryderyk del 2012, il principale riconoscimento musicale polacco. Ha vinto il premio per l'album di musica alternativa dell'anno.
Nel 2013 ha collaborato con il regista teatrale Krzysztof Garbaczewski, scrivendo le musiche per gli spettacoli Kamienne niebo zamiast gwiazd e Kronos. L'anno successivo il suo secondo album Sentiments ha debuttato al 21º posto della classifica nazionale, seguito nel 2016 da Proxy, che ha regalato alla cantante il suo primo posizionamento in top ten al 10º posto, e nel 2020 da Skull Echo, che si è fermato alla 14ª posizione.

## Discografia

### Album in studio
- 2009 – It Might Like You
- 2011 – June
- 2014 – Sentiments
- 2016 – Proxy
- 2020 – Skull Echo

### EP
- 2007 – Storm

### Singoli
- 2011 – Matrioszka
- 2012 – Ctrl
- 2012 – Echo
- 2014 – Manners
- 2014 – Cincina
- 2016 – Andrew
- 2016 – Tarantino
- 2016 – Marek
- 2016 – Tetris
- 2017 – Tesko
- 2018 – Like a Rolling Stone
- 2019 – Moment i wieczność
- 2020 – Prawdopodobieństwo